# سیا (تروئل)
سیا (تروئل) (به اسپانیایی: Cella, Aragon) یک شهرستان در اسپانیا است که در استان تروئل واقع شده‌است.

## خصوصیات
سیا ۱۲۴٫۳۰ کیلومترمربع مساحت و ۲٬۹۳۵ نفر جمعیت دارد.